# Amphibolia commoni
Amphibolia commoni là một loài ruồi trong họ Tachinidae.